# Lorcan George Sherlock
Lorcan George Sherlock (* 1874 in Dublin; † Dezember 1945 ebenda) war Oberbürgermeister von Dublin (Lord Mayor of Dublin).
Lorcan Sherlock wurde als einer von vier Söhnen von Thomas Sherlock, einem Journalisten und Mitglied des Stadtrates von Dublin, geboren. Zwei seiner Brüder, Thomas und John, wurden wie ihr Vater später ebenfalls als Journalisten tätig. Der dritte, Gerald, wurde der erste City Manager von Dublin.
Wie sein Vater wurde auch Lorcan Sherlock später Mitglied des Stadtrates von Dublin. Als solches bekleidete er vom 23. Februar 1912 bis Februar 1915 insgesamt dreimal das Amt des Oberbürgermeisters der Stadt. Er starb im Dezember 1945 im Alter von 71 Jahren.
In seiner Jugend war Sherlock ein begeisterter Cricketspieler. In späteren Jahren wandte er sich dann dem Golfsport zu. Der seit 1934 vergebene Lorcan Sherlock Cup ist nach ihm benannt.
Sherlock war mehrfach verheiratet.